# Becilla de Valderaduey
Becilla de Valderaduey é um município da Espanha na província de Valladolid, comunidade autónoma de Castela e Leão, de área 38,18 km² com população de 334 habitantes (2007) e densidade populacional de 8,75 hab./km².

## Demografia
| Variação demográfica do município entre 1991 e 2004 | Variação demográfica do município entre 1991 e 2004 | Variação demográfica do município entre 1991 e 2004 | Variação demográfica do município entre 1991 e 2004 |
| --------------------------------------------------- | --------------------------------------------------- | --------------------------------------------------- | --------------------------------------------------- |
| 1991                                                | 1996                                                | 2001                                                | 2004                                                |
| 508                                                 | 459                                                 | 379                                                 | 362                                                 |